# Petre Ionescu
Petre Ionescu (* 13. Juni 1922 in Constanța, Kreis Constanța) ist ein ehemaliger rumänischer Politiker der Rumänischen Kommunistischen Partei PCR (Partidul Comunist Român) und Diplomat, der unter anderem zwischen 1971 und 1976 Botschafter in Kuba war.

## Leben
Petre Ionescu besuchte sieben Jahre der Primarschule und begann 1937 eine Berufsausbildung zum Elektroinstallateur in einem Betrieb in Câmpina, in deren Verlauf er auch drei Jahre die Berufsschule besuchte. Nach Abschluss seiner Berufsausbildung arbeitete er als Elektroinstallateur beim Unternehmen „Concordia“ in Gura Ocniței und wurde 1947 Mitglied der damaligen Kommunistischen Partei Rumäniens PCdR (Partidul Comunist din Romania). Er wurde 1949 zunächst Instrukteur und kurz darauf Leiter der Abteilung Propaganda des Parteikomitees der nunmehrigen Rumänischen Arbeiterpartei PMR (Partidul Muncitoresc Român) in Moreni sowie 1950 Instrukteur und daraufhin Leiter einer Sektion der Abteilung Planung, Finanzen, Handel und Kooperation des Parteikomitees der Region Prahova. 1952 wurde er für das Zentralkomitee (ZK) des PMR Organisator im Wärmekraftwerk (Termocentrala) in Doicești und absolvierte in dieser Zeit auch Fernstudien an der Rechtswissenschaftlichen Fakultät der Universität Bukarest sowie an der Parteihochschule „Ștefan Gheorghiu“. 1957 wurde er Direktor des Kabinetts der Region Dobrogea und war im Anschluss zwischen 1958 und 1961 Sekretär des Parteikomitees dieser Region, ehe er 1961 Präsident des Exekutivkomitees des Volksrates der Region Dobrogea wurde. Am 24. September 1961 wurde er erstmals Mitglied der Großen Nationalversammlung (Marea Adunare Națională) und vertrat in dieser zunächst bis 1965 den Wahlkreis Băneasa in der Region Dobrogea, zwischen 1965 und 1969 den ebenfalls in der Region Dobrogea gelegenen Wahlkreis Nr. 9 Cerna sowie zuletzt zwischen 1969 und 1973 den Wahlkreis Nr. 11 Cogealac  im Kreis Constanța. Während seiner Parlamentszugehörigkeit wurde er zudem am 13. März 1969 Sekretär des Ausschusses für Gesundheit, Arbeit und soziale Sicherheit.
Ionescu wurde auf dem Neunten Parteitag der PCR (19. bis 24. Juli 1965) erstmals zum Mitglied des ZK der PCR gewählt und gehörte diesem Parteigremium nach seiner Bestätigung auf dem Zehnten Parteitag der PCR (6. bis 12. August 1969) bis zum Elften Parteitag der PCR (24. bis 27. November 1974) an. Er fungierte zwischen Februar 1968 und dem 11. Februar 1971 als Erster Sekretär des PCR-Komitees im Kreis Constanța und war zeitgleich in Personalunion auch Präsident des Exekutivkomitees des Volksrates dieses Kreises. Als Nachfolger von Vasile Mușat übernahm er am 18. Mai 1971 den Posten als außerordentlicher und bevollmächtigter Botschafter in Kuba und verblieb auf diesem diplomatischen Posten in Havanna bis zum 28. Juni 1976. Zugleich wurde er am 24. Juli 1974 Leiter der Wirtschaftsagentur in Argentinien mit Sitz in Buenos Aires. Zuletzt wurde er 1981 stellvertretender Direktor einer Ventilatorenfabrik in Bukarest.

### Ehrungen und Auszeichnungen
Für seine langjährigen Verdienste wurde Petre Ionescu mehrfach ausgezeichnet und erhielt unter anderem 1959 den Stern der Volksrepublik Rumänien Vierter Klasse (Ordinul Steaua Republicii Populare Române), 1961 den Orden der Arbeit Zweiter Klasse (Ordinul Muncii), 1964 den Orden 23. August Vierter Klasse (Ordinul 23. August), 1966 den Orden Tudor Vladimirescu Dritter Klasse (Ordinul Tudor Vladimirescu) sowie 1971 noch den Orden 23. August Dritter Klasse.